# صوف
الصوف. يتم الحصول على ألياف الصوف من جزة صوف الخراف والحملان أو من شعر ماعز الأنغورا أو الكشمير (ويمكن أن يتضمن مايسمى ألياف خاصة فريدة الخواص تأتي من شعر الجمل، والألبكة، واللاما، والفكونة). ألياف الصوف تنمو في جلد الحيوانات لتحميها من الحرارة، والبرد، والشمس، والريح، والمطر؛ وقد عرفته الشعوب منذ القدم، إذ قام الإنسان باختراع أداة صغيرة تسمى المغزل، فتل بواسطتها ألياف الصوف وحولها إلى خيوط من صوف الحيوان ثم صنع له نولاً ونسج الخيوط لتعطي النسيج الصوفي.
الإنتاج العالمي السنوي لألياف الصوف الخاصة في عام 1990، يلغ تقريباً 32 طناً من الألياف المنظفة، منها 22 طن من ألياف الموهير، و 4.25 طناً من ألياف الكشمير، و 1 طن من ألياف الألبكا. ولا يتوفر سنوياً أكثر من 454 كغ. فالألياف الصوفية الخاصة أكثر كلفة من صوف الخراف، وتستخدم في الألبسة الفاخرة، المعاطف والألبسة الرسمية. الخروف هو معمل لألياف تعمل أربعا وعشرين ساعة في اليوم، حيث ينمو كل ليف بمقدار 2 ملمتر في اليوم. وخروف المارينو (نوع خاص من الخراف موجود غالبا في أستراليا ونيوزيلاندا) ينتج سنوياً حوالي 8850 كم من الصوف، بمعدل 1 كم في الساعة. وألياف خمسة خراف مارينو متصلة ببعضها البعض يمكن أن تحيط بالكرة الأرضية.

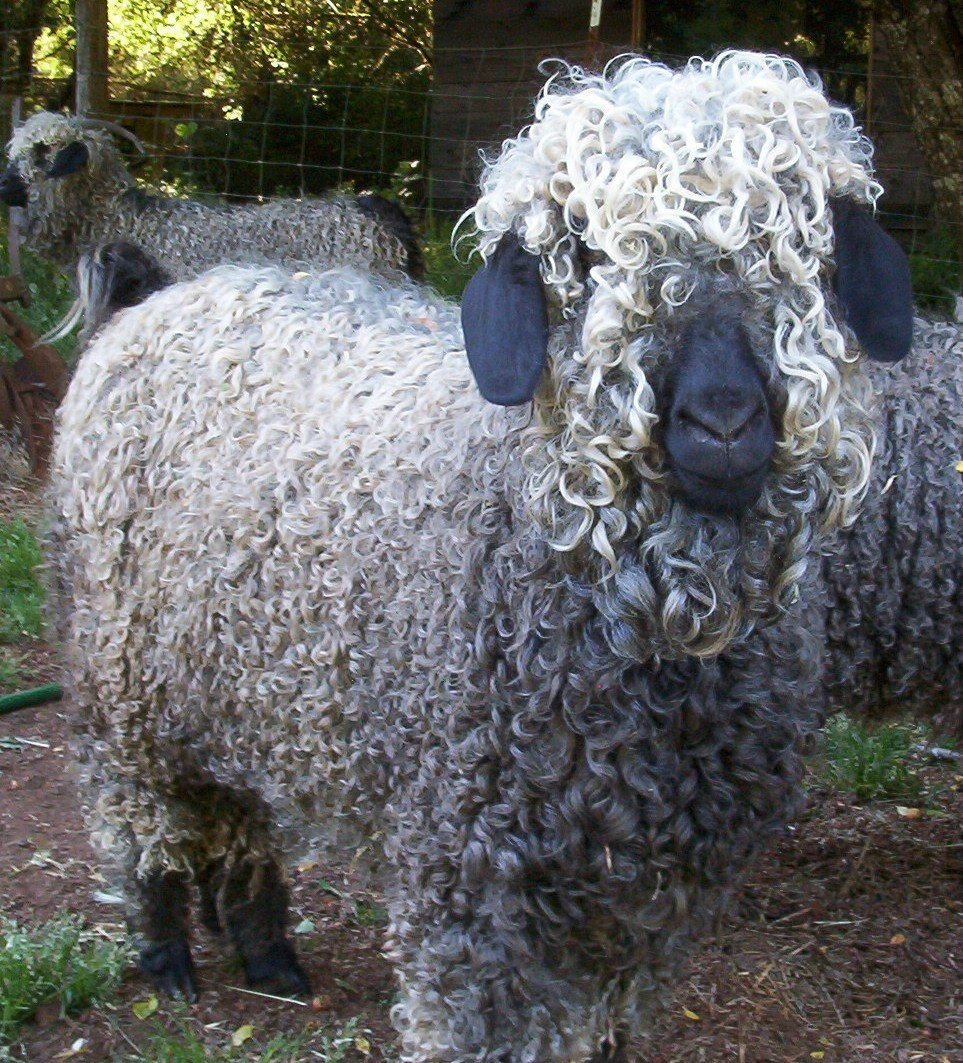
ماعز الأنغورا
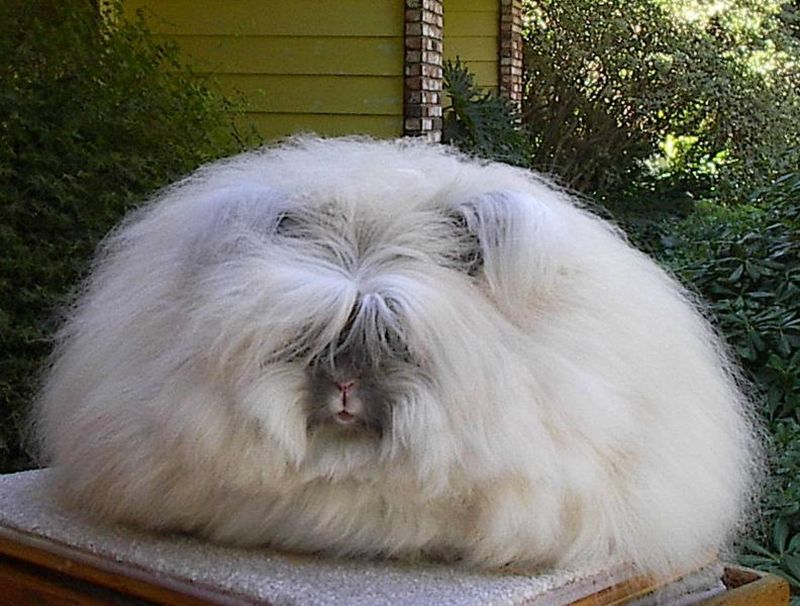
أرنب الأنغورا
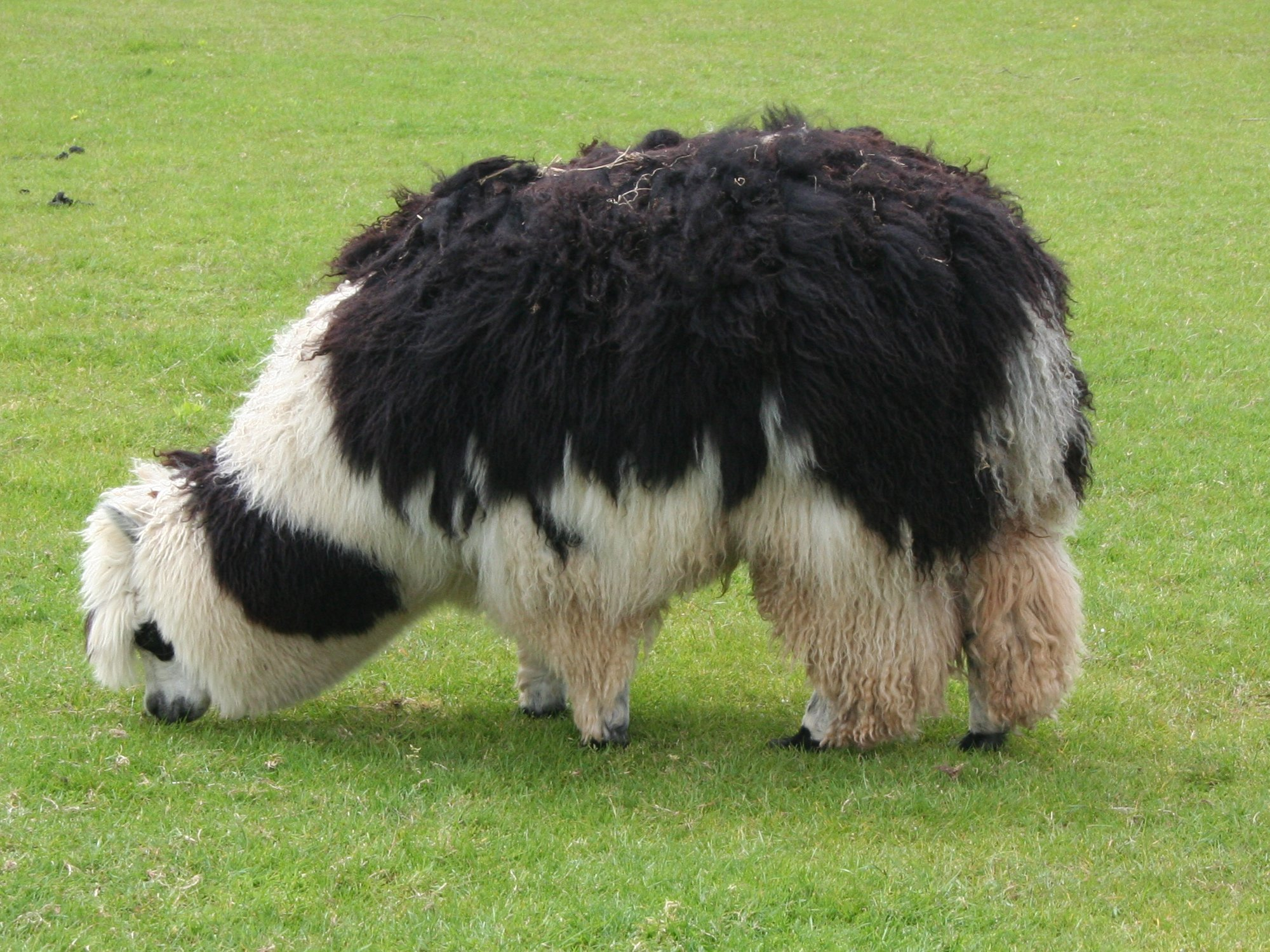
الألبكة
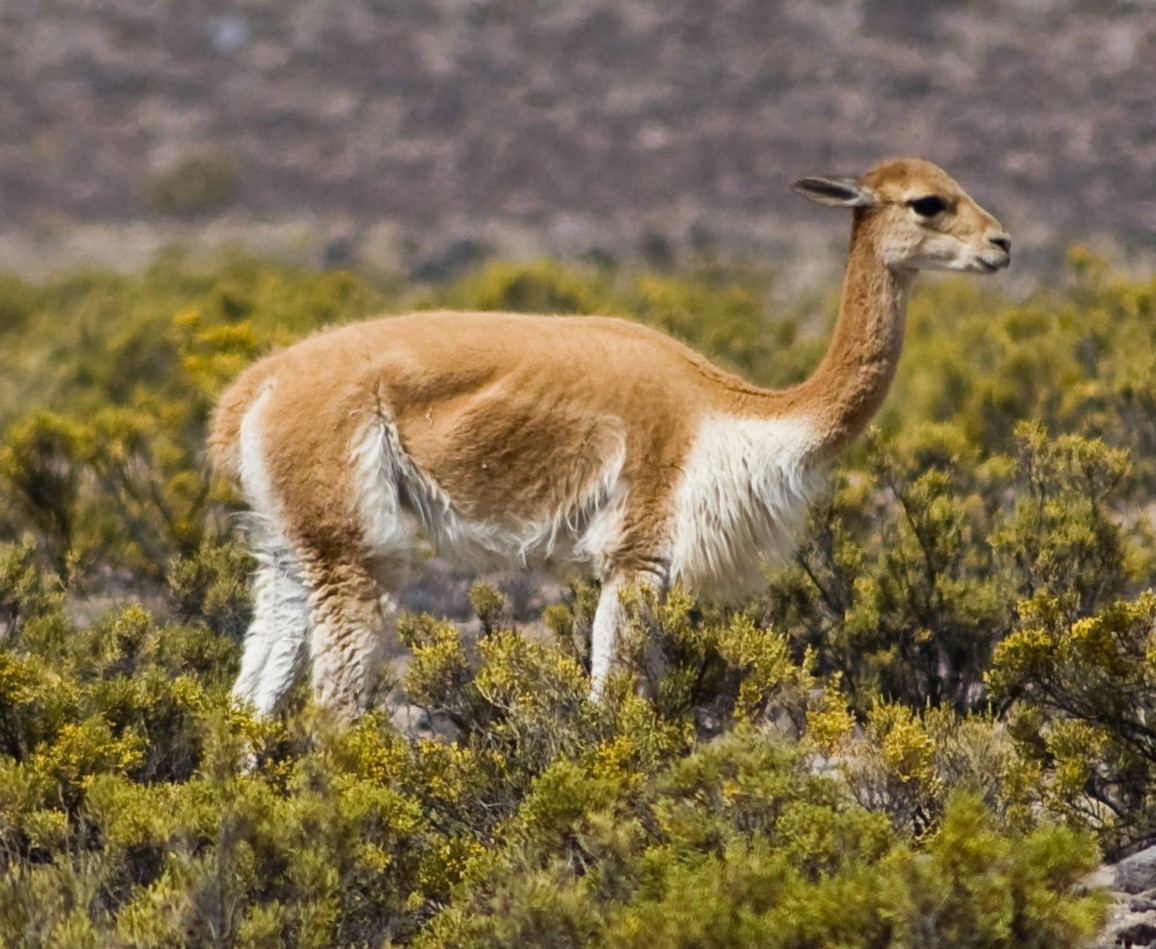
االفكونة
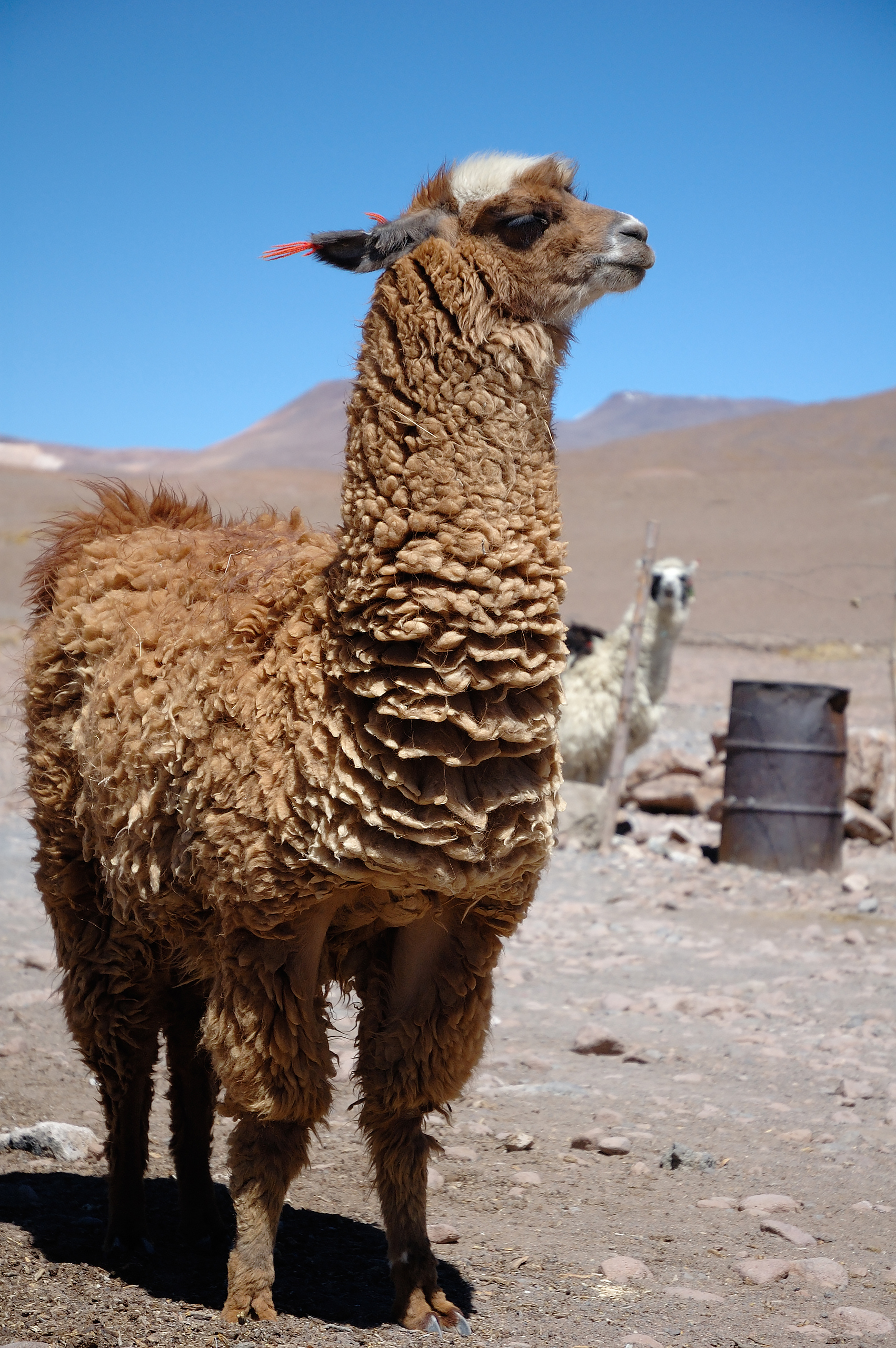
االلاما
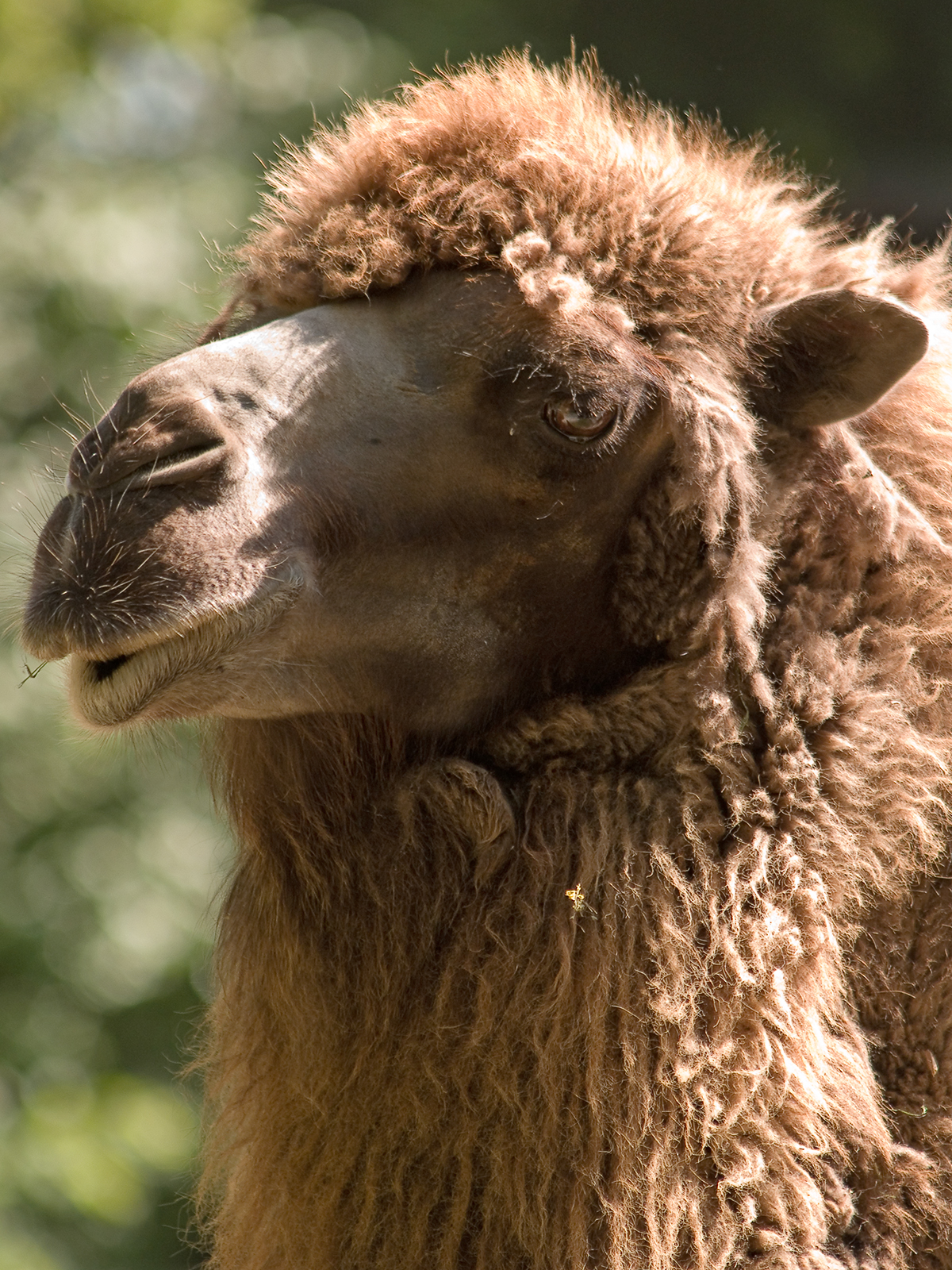
االجمل
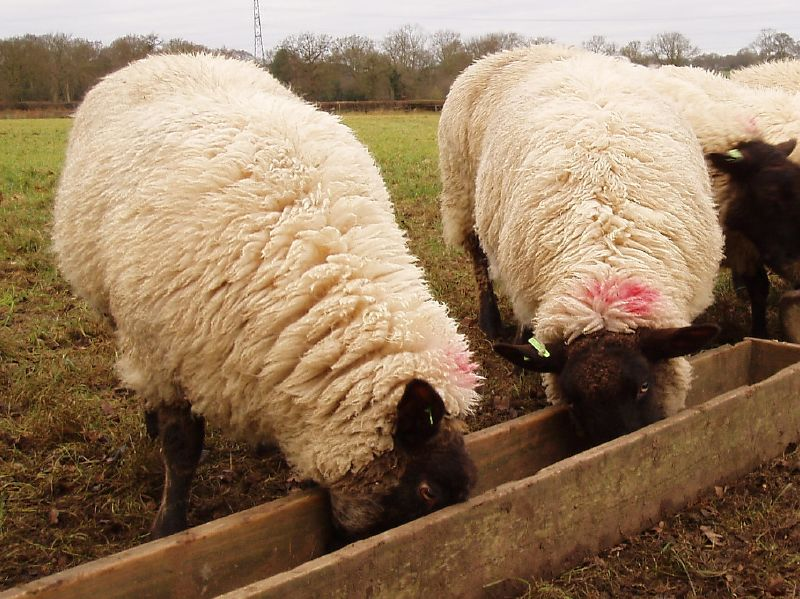
الخروف
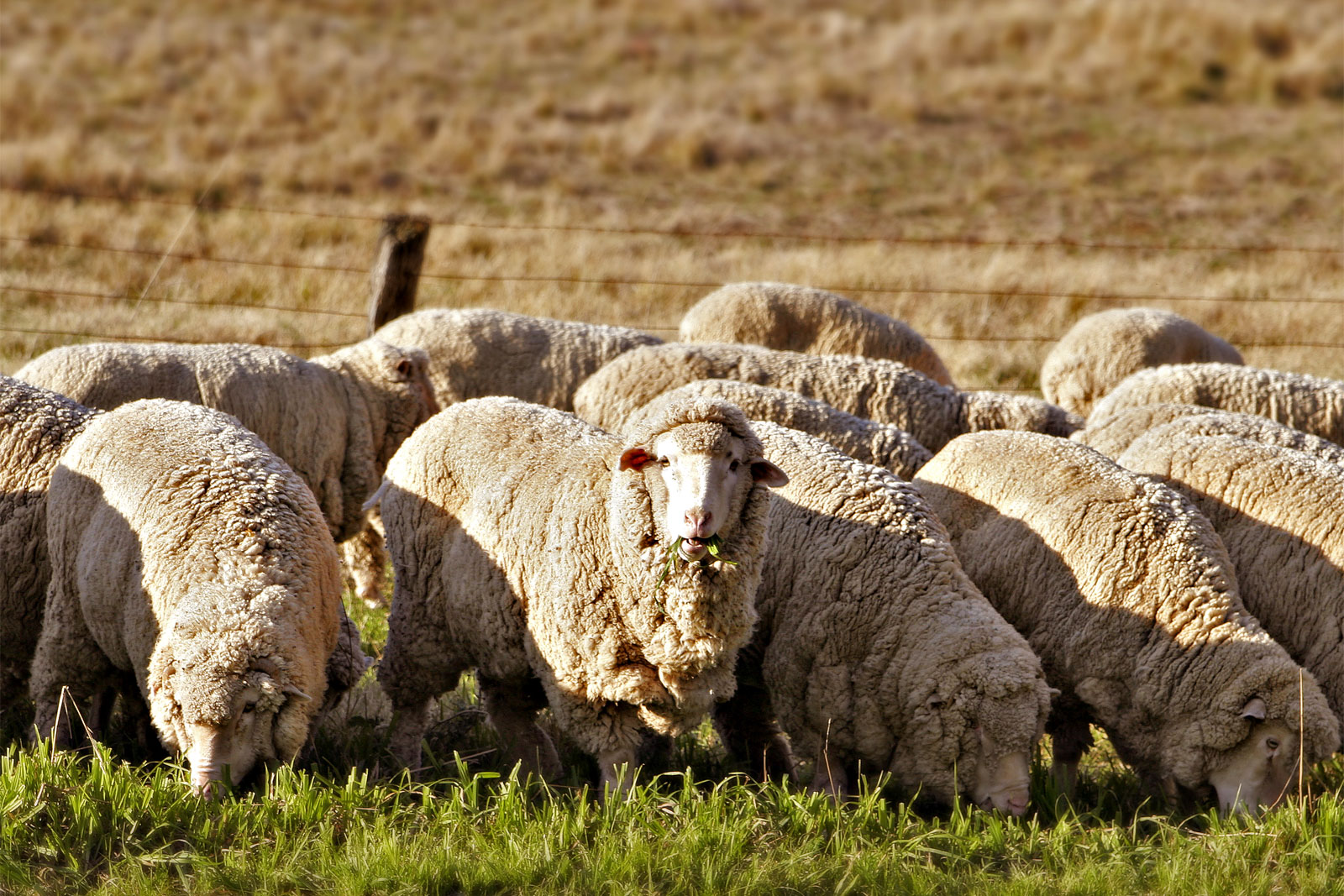
خروف المارينو

## مظهر ألياف الصوف
إن ألياف الصوف ذات تموجات ثلاثية الأبعاد. وتقدر بـ 25 موجة في كل 10 سم في الألياف دقيقة القطر، وبـ 4 موجات في كل 10 سم للألياف الخشنة. يتراوح طول الألياف من 3.8-38 سم. وتستخدم الألياف ذات الطول 5-12 سم في صناعة الملابس لأن هذا الطول يسمح بصناعة الخيوط باقتصادية وبإتقانٍ أكبر. يتفاوت قطر الليف من 14 ميكرومتر إلى أكثر من 45 ميكرومتر. وألياف بعض الخراف قد تصل إلى قطر 70 ميكرومتر وتستعمل هذه الألياف في صناعة السجاد. ويدفع السعر الأعلى للألياف ذات القطر الأدق، وخصوصاً إذا كانت متماثلة في القطر. لون صوف الخراف يتفاوت من الأبيض (الضارب إلى الصفرة) إلى البني والأسود. ويعتبر اللون الأبيض مرغوباً أكثر من الألوان الأخرى. لا يمكن صباغة الألياف الداكنة بنجاح لصعوبة إزالة اللون الطبيعي أو إخفائه.
يعتقد البعض بأن الصوف هو أكثر الأقمشة دفئا، لا بل أن كل الأقمشة في درجة حرارة واحدة، إلا أن الصوف عازل للبرودة.

## البنية المجهرية

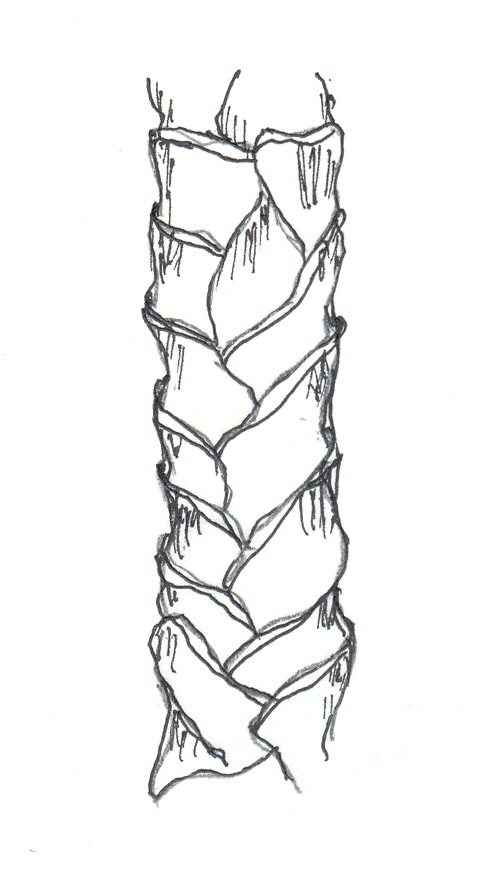
صورة مكبرة لليف من الصوف تظهر الحراشف على سطح الليف.

يتميز سطح الألياف الصوفية بتداخل خلايا سطحية تسمى الحراشف. يمكن أن نجد في 1 سم من الصوف الناعم أكثر من 700 حرشفة، بينما 270 حرشفة تغطي 1 سم من الألياف الخشنة. ويكون اتجاه الحراشف التي تشكل قشرة الشعرة من الجذر نحو رأس الشعرة. وفي وسط بنية الليف يوجد النخاع أو اللب، وهي عبارة عن قناة مجوفة في مركز الليف. يكون نخاع الليف الخشن محتلا 90% من المقطع العرضي لليف، بينما يكون صغيراً في الليف الناعم الدقيق ومتقطعا على طول الليف أحياناً. المقطع العرضي لليف الصوف إهليلجي أو بيضوي الشكل.

## خصائص ألياف الصوف
يعتبر الصوف من الألياف الضعيفة، بسبب انخفاض نسبة توجه جزيئات البوليمير داخله، وبالتالي قلة التبلور بالإضافة إلى قلة الروابط الهيدروجينية المتشكلة بين جزيئات البوليمير. هذا النقص في المتانة يُعَوَض بنسبة الاستطالة والرجوعية المرنة لألياف الصوف، التي تتمتع باستطالة أكبر من كل الألياف ما عدا النايلون والمطاط. إن استطالة 25-30% لألياف الصوف، تأتي من بنية الألياف، والتموج ثلاثي الأبعاد للبوليمير اللولبي، وهذا يسمح بامتصاص الإجهادات المفاجئة بحيث يتجنب الضرر الدائم في البنية. إن الملاط بين خلايا اللحاء (إذا شبهنا الليف بالشجرة) يمتص أيضاً الإجهادات. فإذا لم تتجاوز الإجهادات متانة الانكسار لألياف الصوف، فإنها تعود إلى حالة الاسترخاء وذلك بفضل روابط السيستين (Cystine)، وروابط الأملاح، والروابط الهيدروجينية.
يمكن لليف الصوف أن يحنى 20000 مرة قبل أن ينكسر إذا كان يحتوي على نسبة كافية من الرطوبة، وتنخفض المرونة إذا كان الليف جافاً. تتفاوت مقاومة الحك للصوف المستخدم في الألبسة من المتوسطة إلى الجيدة بينما تكون هذه المقاومة عالية جداً في صوف السجاد. يتفتت ليف الصوف نتيجة الفتل والانحناء المتكرر إلى ما يسمى لُيَيْف (بالإنجليزية: Fibril)‏.

## غسل الصوف
يُعد الماء الكافي للغسل حتى تتم العملية بغاية السرعة، ويغسل الصوف بالماء الدافئ ويذوّب الصابون الجيد أي الخالي من القلويات وذلك بواسطة الضغط فقط، ولا يستعمل الماء الساخن لأنه يسبب اصفرار اللون ويغير من خواصه، كما أن احتكاك الصابون بالصوف أو دعكه بين اليدين يسببان انكماشه وتلبده نظرا لاشتباك شعيرات الصوف بعضها ببعض، كما أنه يجب عدم الإكثار من ماء الصابون المستعمل لأنه عندما يذاب الصابون في الماء يعطي تأثيرا قلويا، وإذا زاد مقداره زاد تأثيره السيئ في نسيج الصوف، مما يظهر لنا أيضا أن دعك الصابون على الصوف علاوة على ما يسبب من تلبده يعرضه إلى أكبر كمية من قلوية الصابون المستعمل، إذ أن الصابون يذوب في الماء بواسطة مروره وهو مركز في نسيج الصوف . ويحتاج الصوف عند غسله إلى تغيير ماء الغسل مرتين أو ثلاث مرات، وأن تكون درجة حرارة الماء متساوية في جميع المرات، وأن تغسل على الوجه ثم تقلب على الظهر بالدور الثاني، وتبقى كما هي نهاية عملية الغسل.

## ثبت المراجع
1. ↑  مذكور في: Fairchild's Dictionary of Textiles. قسم أو آية أو فقرة أو بند: wool. الصفحة: 633. الناشر: Fairchild Fashion Media. لغة العمل أو لغة الاسم: الإنجليزية. تاريخ النشر: 1996. المُؤَلِّف: Phyllis G. Tortora.
2. ↑  مذكور في: Fairchild's Dictionary of Textiles. قسم أو آية أو فقرة أو بند: Wool. الصفحة: 634. الناشر: Fairchild Fashion Media. لغة العمل أو لغة الاسم: الإنجليزية. تاريخ النشر: 1996. المُؤَلِّف: Phyllis G. Tortora.
3. ↑  "صوف". الفنون والثقافة من Google. مؤرشف من الأصل في 2023-06-25. اطلع عليه بتاريخ 2023-01-16.
4. ↑  Textile Science,K.L.Hatch,1993,ISBN 0-314-90471-9